# Margaret Keane
Margaret D. H. Keane, nata Peggy Doris Hawkins (Nashville, 15 settembre 1927 – Napa, 26 giugno 2022), è stata un'artista e pittrice statunitense i cui soggetti preferiti sono donne, bambini o animali con enormi occhi. I materiali usati sono soprattutto  oli e tecniche miste.
Nella seconda metà degli anni sessanta divenne famosa in tutto il mondo per un caso di furto artistico di cui è stata protagonista insieme al marito dell'epoca, Walter Keane. Egli, infatti, si era appropriato delle opere degli orfanelli con i grandi occhi, vendendole a proprio nome. La vera artista, pur essendo inizialmente d'accordo per la convinzione che non sarebbe altrimenti riuscita a vendere le sue opere, citò comunque in giudizio l'ex-marito alla fine degli anni ottanta e vinse la causa dipingendo un quadro in tribunale.

## Biografia
Nata nel Tennessee da David Hawkins e Jessie McBurnett, Margaret Keane era conosciuta nella sua parrocchia locale per i suoi disegni di angeli con grandi occhi e ali cadenti. Durante tutti gli anni sessanta le sue opere vennero vendute a nome del marito, Walter Keane, che ne rivendicava la proprietà e la creazione. Il 1º novembre 1964 l'artista lasciò il marito e si trasferì da San Francisco alle Hawaii, dove incontrò lo scrittore sportivo di Honolulu Dan McGuire. Nel 1965 divorziò da Walter Keane, per sposare McGuire nel 1970. Nel 1970 Margaret Keane partecipò a una trasmissione radiofonica di Honolulu, dalla quale annunciò al mondo intero l'inganno di Walter Keane e che lei era la vera creatrice dei dipinti dai grandi occhi.
Quando l'artista denunciò il marito per diffamazione alla Corte federale, in un episodio famoso il giudice ordinò a entrambi di creare nell'aula di tribunale un dipinto rappresentante un bambino dagli occhi enormi, in modo da poter determinare chi dei due stesse dicendo la verità. Walter si rifiutò di completare l'opera menzionando un dolore alla spalla, mentre Margaret completò il suo dipinto in 53 minuti. Dopo un processo durato tre settimane, la giuria giudicò Walter colpevole e lo condannò a risarcire Margaret per 4 milioni di dollari per i danni ricevuti. Una Corte d'appello federale confermò il verdetto di diffamazione nel 1990, tuttavia revocò la somma che Walter Keane avrebbe dovuto pagare per i danni inflitti alla ex-moglie.
Nel periodo in cui viveva all'ombra dell'ex-marito Walter, le opere dipinte da Keane tendevano a rappresentare bambini tristi, circondati da ambienti oscuri. Dopo aver lasciato l'ex-marito ed essersi trasferita alle Hawaii, l'artista divenne una testimone di Geova e le sue opere iniziarono ad avere uno stile più felice e luminoso. Il sito ufficiale di Keane ora descrive i suoi lavori come rappresentanti "lacrime di gioia" o "lacrime di felicità". Margaret ha vissuto l'ultima parte della sua vita nella Contea di Napa in California.
È morta per insufficienza cardiaca il 26 giugno 2022 all'età di 94 anni.

## Carriera e stile pittorico
La caratteristica principale delle opere di Keane sono gli occhi da cerbiatto dei suoi soggetti, grandi e sproporzionati rispetto ai volti.
Le attrici Joan Crawford e Natalie Wood hanno entrambe commissionato a Keane dei loro ritratti. Negli anni novanta, inoltre, anche Tim Burton (entusiasta collezionista delle opere di Keane e in epoca più recente regista del film a lei dedicato, Big Eyes) le commissionò il ritratto della sua fidanzata dell'epoca, l'attrice Lisa Marie.

## Nella cultura di massa
- Nella commedia di Woody Allen Il dormiglione (1973), le persone del futuro considerano Margaret Keane la più grande artista della storia.
- Negli anni ottanta, il programma comico Saturday Night Live mise in onda degli sketch che rappresentavano i lavori di Keane come una parodia della reazione contro l'arte moderna (ad esempio il Cubismo o il New York Armory Show).
- In una puntata della sitcom Newhart, il personaggio di Bob osserva dei dipinti ispirati a quelli di Margaret Keane.
- Nella serie animata del 1998 Le Superchicche, che è stata il debutto dell'animatore Craig McCracken, le protagoniste sono ispirate agli "orfanelli" di Keane; inoltre c'è un personaggio che si chiama Ms. Keane.
- L'album In Reverse di Matthew Sweet, pubblicato nel 1999, ha come immagine di copertina una delle pitture a olio di Keane[14].
- Margaret e il suo ex-marito Walter Keane sono i personaggi principali del film biografico del 2014 Big Eyes, nel quale l'artista è interpretata dall'attrice Amy Adams[15]. La pellicola è stata diretta da Tim Burton, un appassionato collezionista dei lavori di Keane[13].